# Andrias scheuchzeri
 Andrias scheuchzeri  ist ein ausgestorbener Riesensalamander, der vom obersten Oligozän bis zum Pliozän in Mitteleuropa vorkam. Ein erstes, nahezu vollständiges Fossil dieser Art wurde 1725 in den Öhninger Kalken bei Öhningen am Südhang des Schiener Berges gefunden und 1726 vom Zürcher Stadtarzt und Naturforscher Johann Jacob Scheuchzer als „Homo diluvii testis“ (lateinisch, „der die Sintflut bezeugende Mensch“) beschrieben.

## Forschungsgeschichte
Die Art wurde erstmals durch den Schweizer Arzt und Naturforscher Johann Jacob Scheuchzer im Jahre 1726 als „Homo diluvii testis“ beschrieben. Er glaubte, das Skelett eines sündigen Menschen aus der Zeit vor der Sintflut vor sich zu haben und bezeichnete es als „Beingerüst eines verruchten Menschenkindes, um dessen Sünde willen das Unglück über die Welt hereingebrochen sei“.
An der Scheuchzer’schen Deutung gab es jedoch schon recht bald Zweifel. Johannes Gessner vermutete 1758 in Scheuchzers „homo diluvii testis“ die fossilen Überreste eines Welses (Silurus glanis) und Camper sah darin einen Vertreter der Lacerta, also der Eidechsen.
1802 erwarb Martinus van Marum das Original-Fossil für das Teylers Museum in Haarlem (Niederlande). Einige Jahre später besuchte Georges Cuvier das Museum in Haarlem und erhielt von van Marum die Erlaubnis, das Fossil genauer zu untersuchen. Dabei gelang es ihm, die noch im Gestein verborgenen Knochen der vorderen Gliedmaßen freizulegen und den vermeintlichen „menschlichen Zeugen der Sintflut“ zutreffend als Vertreter der Amphibien zu identifizieren.
Als wissenschaftlicher Erstbearbeiter gilt heute der Dresdner Botaniker und Pharmazeut Friedrich Holl, der die Art 1829 als Salamandra scheuchzeri wissenschaftlich gültig beschrieb. Etwa zur selben Zeit wurden durch Siebold in Europa die ersten Exemplare des Japanischen Riesensalamanders bekannt. Die Ähnlichkeit der rezenten Art aus Ostasien mit den europäischen Fossilien war sofort offensichtlich und Johann Jakob von Tschudi führte 1837 die Gattung Andrias ein (nach altgriech. ᾰ̓νδρῐᾱ́ς: „Statue“, „Bildnis eines Mannes/Menschen“; „Andrias scheuchzeri“ dementsprechend etwa „Scheuchzers Menschenbild“).
Das ursprünglich von Scheuchzer beschriebene Exemplar befindet sich noch heute unter der Inventarnummer 8432 als Lectotypus im Teylers Museum in Haarlem.

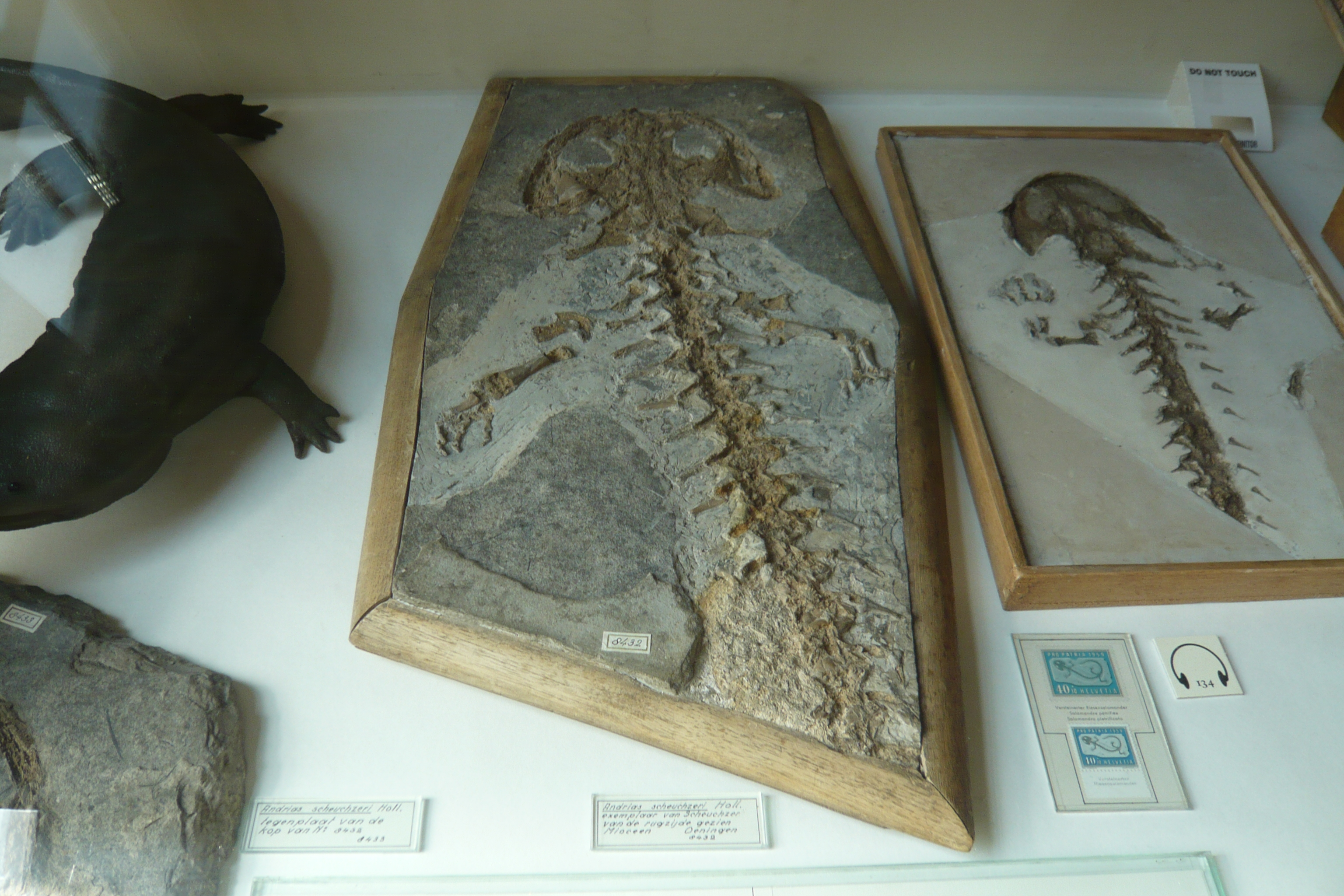
Fossilien von Andrias scheuchzeri im Teylers Museum in Haarlem (Niederlande). Das Exemplar in der Bildmitte mit der Inventarnummer 8432 ist der ursprünglich von Scheuchzer beschriebene „homo diluvii testis“.

## Merkmale und Problematik der Taxonomie
Sofern nicht anders angegeben, Beschreibung in Anlehnung an Böttcher, 1987.
Andrias scheuchzeri war ein großwüchsiger Vertreter der Schwanzlurche aus der Familie der Riesensalamander (Cryptobranchidae), der Kopf-Rumpf-Längen von bis zu über 1 m erreichen konnte. Der Schädel ist breit und abgeflacht und nimmt etwa 20–25 % der Kopf-Rumpf-Länge ein. Die Form der Augenhöhlen (Orbitae) scheint variabel, rundlich bis oval.
Im Gegensatz zu den verwandten nordamerikanischen Schlammteufeln steht das Wangenstück (Pars facialis) des Oberkieferknochens (Maxilla) in Kontakt mit dem Stirnbein (Os frontale), dem Os praefrontale und dem Nasenbein (Os nasale). Ein Tränenbein (Os lacrimae) fehlt.
Der Oberkiefer trägt 60–110 Zähne, der Unterkiefer 65–101. Die Zähne selbst sind bicuspid („zweihöckrig“), mit einer dominierenden, zungenförmigen, zur Mundhöhle gekrümmten Hauptspitze und einer sehr schwach ausgeprägten Nebenspitze, durch eine Ringnaht in Sockel und Krone geteilt und pleurodont (nicht innerhalb des Kieferknochens verwurzelt, sondern seitlich aufsitzend) am Innenrand des Kiefers befestigt.
Die Rippen sind abgeflacht. Die Wirbel sind tief amphicoel, d. h. mit trichterförmigen Einbuchtungen an beiden Enden, und zeigen in seitlicher Ansicht einen rechteckigen Umriss. Die Einbuchtungen sind asymmetrisch, mit ihren Enden dorsalwärts (zum Rücken hin) verschoben. Die Enden der Einbuchtungen berühren sich fast und sind nur durch eine dünne Knochenwand getrennt.
Die Gliedmaßen sind kurz mit vier Zehen an den Vorderbeinen und fünf Zehen an den Hinterbeinen. Hand- (Carpus) und Fußwurzel (Tarsus) waren, wie bereits Tschudi 1837 bemerkte, offenbar nur knorpelig ausgebildet. Da Knorpel nur schlecht fossil erhaltungsfähig ist, erscheinen selbst bei gut erhaltenen, artikulierten (d. h. im Verbund erhaltenen) Skeletten die Finger- bzw. Zehenknochen eigentümlich abgesetzt von den übrigen Knochen der Gliedmaßen („Carpus“- bzw. „Tarsuslücke“).
Bis zum Ende des 19. Jhd. waren aus verschiedenen Fundstellen und Fundhorizonten Mitteleuropas insgesamt drei fossile Arten der Gattung Andrias beschrieben worden:
- Andrias scheuchzeri, (Holl, 1831)
- Andrias tschudii,  V. Meyer, 1859
- Andrias bohemicus,  Laube, 1897

Eine vergleichende Analyse des vorhandenen Belegmaterials durch Westphal zeigte jedoch, dass die einzelnen Arten keinerlei artspezifischen Skelettmerkmale aufwiesen, die eine Abgrenzung von den anderen Arten gerechtfertigt hätten und die Arten Andrias tschudii und Andrias bohemicus wurden gemäß der Prioritätsregel als Synonyme in das Taxon Andrias scheuchzeri übernommen.
Wie zudem bereits Westphal 1958 bzw. 1959 feststellte, weist keines der bislang gefundenen Exemplare von Andrias scheuchzeri Skelettmerkmale auf, die eine eindeutige Unterscheidung zu den rezenten Formen des Chinesischen Riesensalamanders (Andrias davidianus) oder des Japanischen Riesensalamanders (Andrias japonicus) ermöglichen würden. Auch die rezenten Arten Andrias davidianus und Andrias japonicus lassen sich anhand allein osteologischer Merkmale nicht voneinander unterscheiden. Die arttypischen Merkmale liegen hier im Detail der Weichteilanatomie, nicht im Skelettbau. Zudem wurde festgestellt, dass Andrias davidianus und Andrias japonicus zwar nahe genug miteinander verwandt sind, dass sie sich kreuzen lassen, die Hybriden jedoch nicht fortpflanzungsfähig sind.
Westphal schlug vor, die rezenten Formen Ostasiens und die fossilen Vertreter Europas zu einer Art Andrias scheuchzeri zusammenzufassen und die rezenten, ostasiatischen Formen jeweils als Unterarten Andrias scheuchzeri davidianus bzw. Andrias scheuchzeri japonicus zu werten und sie einer fossilen, europäischen Unterart Andrias scheuchzeri scheuchzeri gegenüber zu stellen. Dieser Vorschlag, obwohl streng taxonomisch betrachtet korrekt, stieß in der Fachwelt nur auf eher mäßiges Interesse und es hat sich eingebürgert, die rezenten Formen als eigenständige Arten, Andrias davidianus und Andrias japonicus, einer fossilen europäischen Art Andrias scheuchzeri gegenüber zu stellen, obwohl diese aufgrund ihrer Skelettmerkmale nicht zu unterscheiden sind.

## Fossilbericht und stratigraphische Verbreitung

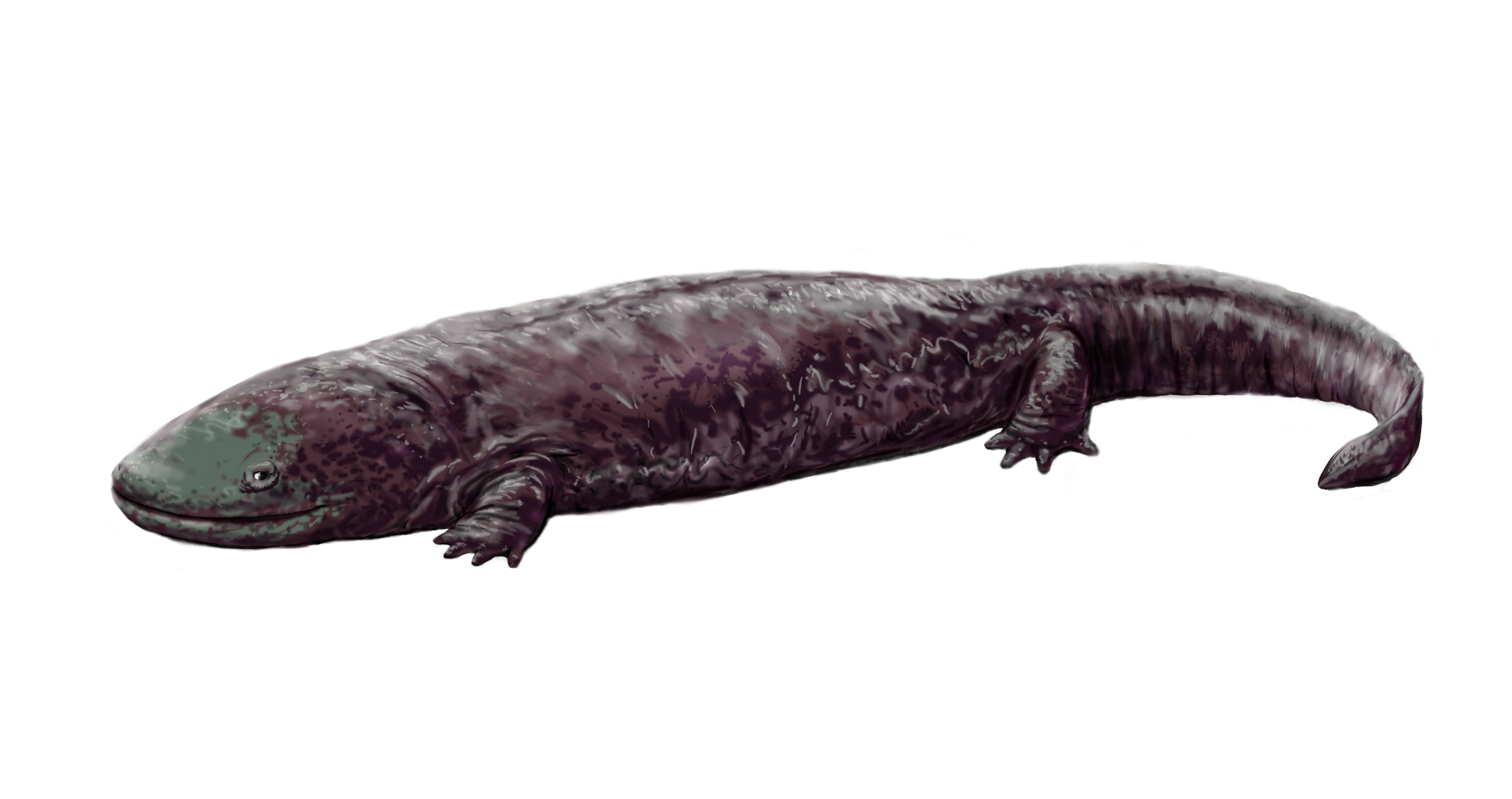
Lebendrekonstruktion von A. scheuchzeri

Bekannte Fundorte sind nach Böhme et al., 2012:
- Deutschland
  - Willershausen, (Zancleum)[2]
  - Mörgen, (Tortonium)
  - Tiefenried, (Tortonium)[14]
  - Derndorf, (Tortonium)
  - Eppishausen, (Tortonium)
  - Zeilarn, (Serravallium)[14]
  - Öhningen oberer Bruch, (Serravallium) (Typlokalität)[4]
  - Kirchheim in Schwaben, (Serravallium)[9]
  - Hambach 6C, (Langhium)
  - Illerkirchberg 1, (Burdigalium)
  - Illerkirchberg hor. 3a, (Burdigalium)[9]
  - Ringingen-Frontal 2, (Burdigalium)
  - Langenau 1, (Burdigalium)[9]
  - Ringingen-Frontal 1, (Burdigalium)
  - Eggingen-Mittelhart, (Burdigalium)
  - Rott bei Hennef, (Chattium)[4] (=Andrias tschudii, V. Meyer, 1859)
  - Oberleichtersbach, (Chattium)[1]

Viele Funde aus dem süddeutschen Raum stammen unmittelbar aus bzw. aus dem Nahbereich der Graupensandrinne
- Österreich
  - Götzendorf, (Tortonium)[11]
  - Vösendorf-Brunn, (Tortonium)
  - Mataschen, (Tortonium)[15]
- Tschechien
  - Břešťany bei Bilina, (Burdigalium) (=Andrias bohemicus, Laube 1897)
- Ukraine
  - Gritsev, (Tortonium)[14]

Der älteste fossile Nachweis von Andrias scheuchzeri stammt aus dem obersten Chattium (Mammal Paleogene Zone MP30) von Oberleichtersbach in Bayern. Der bislang jüngste Fund, sofern man die beiden rezenten Formen Andrias davidianus und Andrias japonicus als eigenständige Arten und nicht als Unterarten von Andrias scheuchzeri wertet, stammt aus dem unteren Pliozän (Zancleum) von Willershausen im westlichen Vorland des Harzes.

## Paläoökologie
Auf Grund der weitgehenden Übereinstimmungen in den Skelettmerkmalen kann darauf geschlossen werden, dass Andrias scheuchzeri, ebenso wie die rezenten ostasiatischen Vertreter der Riesensalamander, zeitlebens eine fast rein aquatische Lebensweise pflegte. Auch die Ernährungsweise darf als weitgehend gleichartig vermutet werden.
Die Tatsache, dass viele (wenn auch nicht alle) Fossilreste von Andrias scheuchzeri in den Ablagerungen von Stillgewässern gefunden wurden, lässt sich auf unterschiedliche Weise interpretieren:
- Andrias scheuchzeri lebte, ebenso wie seine rezenten Verwandten Ostasiens, bevorzugt in rasch fließenden, sauerstoffreichen Flüssen und Bächen und die Kadaver der relativ großen Tiere wurden in nahe gelegene Stillgewässer geschwemmt, wo die Möglichkeiten zur Fossilerhaltung wesentlich günstiger waren als im eigentlich bevorzugten Lebensraum.[9]
- Im Gegensatz zu seinen rezenten, ostasiatischen Verwandten lebte Andrias scheuchzeri nicht nur in schnell fließenden Bergbächen, sondern auch in größeren, ruhenden Gewässern und ist dort fossil erhalten geblieben. Sauerstoffreiche Bäche und Flüsse wurden nur zur Fortpflanzung aufgesucht.[15]

Andrias scheuchzeri war vermutlich von Habitaten mit frostfreien Wintern abhängig. In der Paläoklimatologie werden Fossilien von Andrias scheuchzeri als Proxy (indirekter Klimazeiger) für erhöhte Werte der durchschnittlichen jährlichen Niederschlagsmenge (>900 mm) gewertet.

## Sonstiges
In Karel Čapeks Science-Fiction-Roman Der Krieg mit den Molchen (1936) befindet sich die Menschheit im Krieg mit fiktiven Nachfahren dieser ausgestorbenen Amphibie.